# Fort Khandar
Fort Khandar – twierdza położona w dystrykcie Sawai Madhopur w stanie Radżastan, w Indiach. Leży na wschodnim skraju Parku Narodowego Ranthambore. Twierdza posiada trzy bramy, jednak wszystkie są uszkodzone. 

## Historia
Budowniczymi fortu byli władcy z rodu Bargujar. Po wyemigrowaniu dynastii do Madhya Pradesh, Gudźarat i Maharasztra fort na wiele lat przeszedł we władanie dynastii Sisodia.